# Plac Lotników w Szczecinie
Plac Lotników – jeden z głównych placów śródmieścia Szczecina.

## Historia i urbanistyka
Do 1945 roku plac nosił nazwę Augustaplatz. Na placu krzyżują się następujące ulice: aleja Papieża Jana Pawła II (dawna al. Jedności Narodowej), ulica Jagiellońska, ulica Kaszubska, ulica Małopolska i ulica Mazurska. Zabudowa placu to budynki powstałe w ramach budowy Śródmiejskiej Dzielnicy Mieszkaniowej oraz dwa jednopiętrowe pawilony. W okolicach placu znajduje się Archiwum Państwowe w Szczecinie. Na środku placu Lotników, który jest przestrzenią dla pieszych, znajduje się Pomnik Bartolomeo Colleoniego, włoskiego kondotiera.

## Zdjęcia

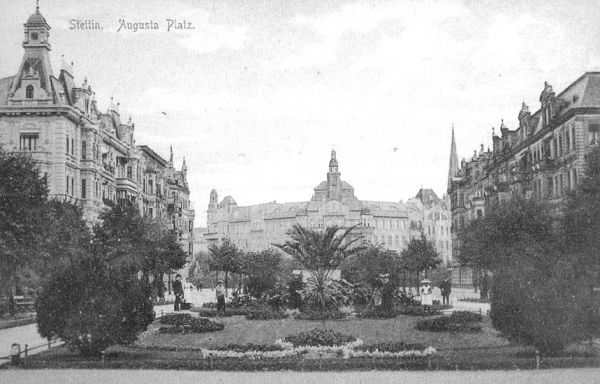
Widok w kierunku placu Żołnierza Polskiego przed 1939 r.
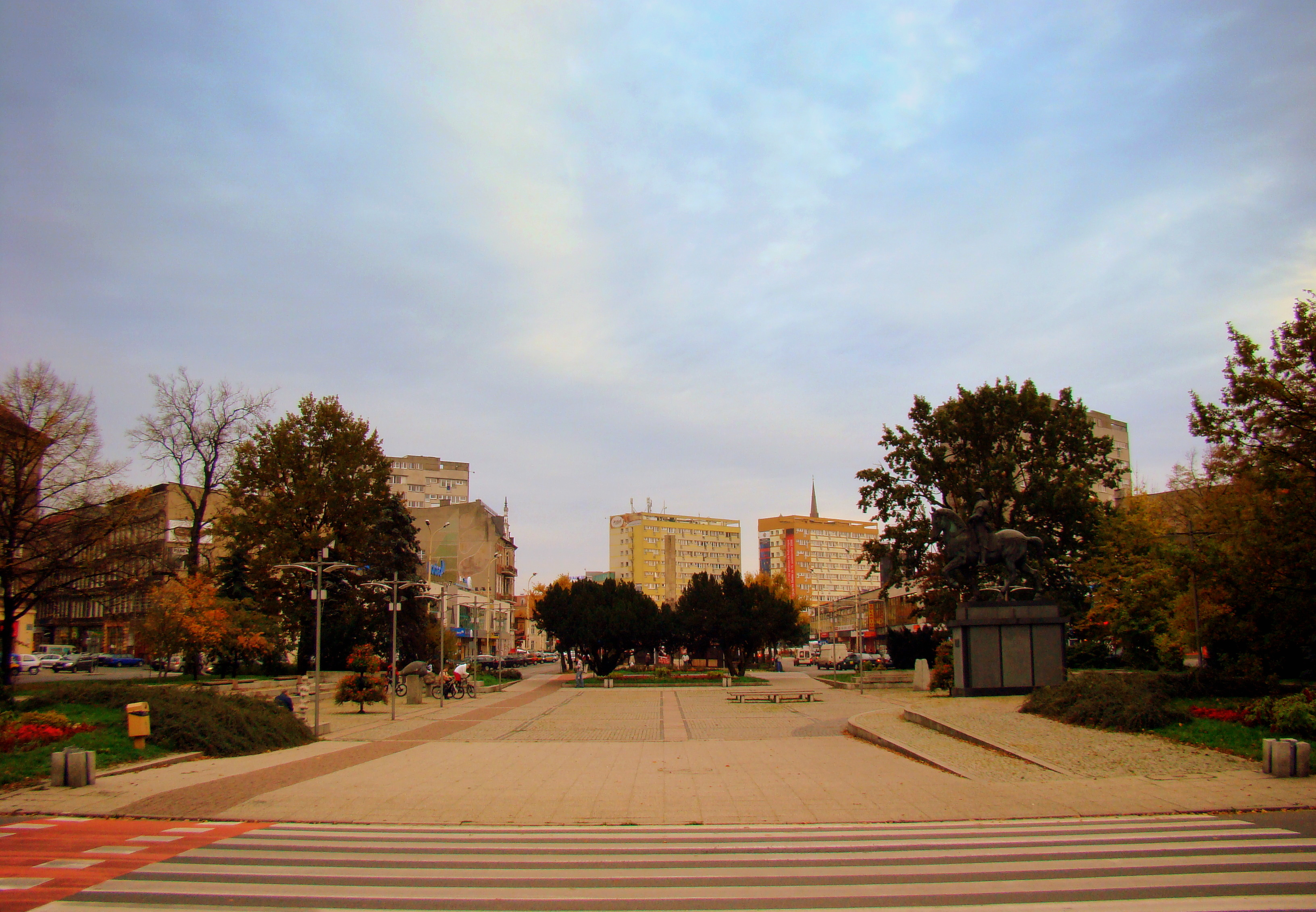
Widok w kierunku placu placu Grunwaldzkiego przed 1939 r.
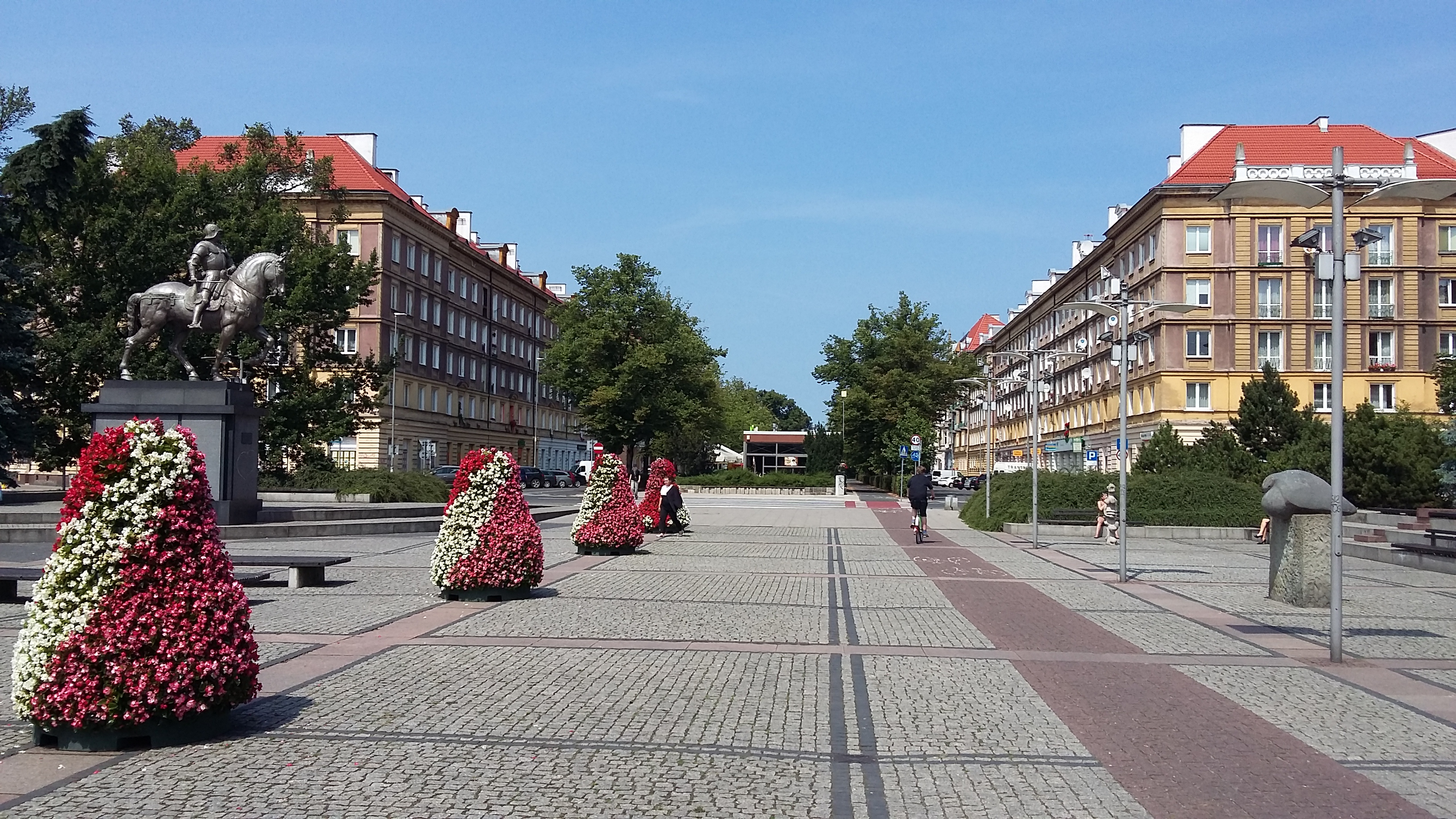
Widok na narożnik północno-zachodni przed 1939 r.
- Widok w kierunku placu Żołnierza Polskiego w 2008 r.
- Widok ogólny (2015 r.)
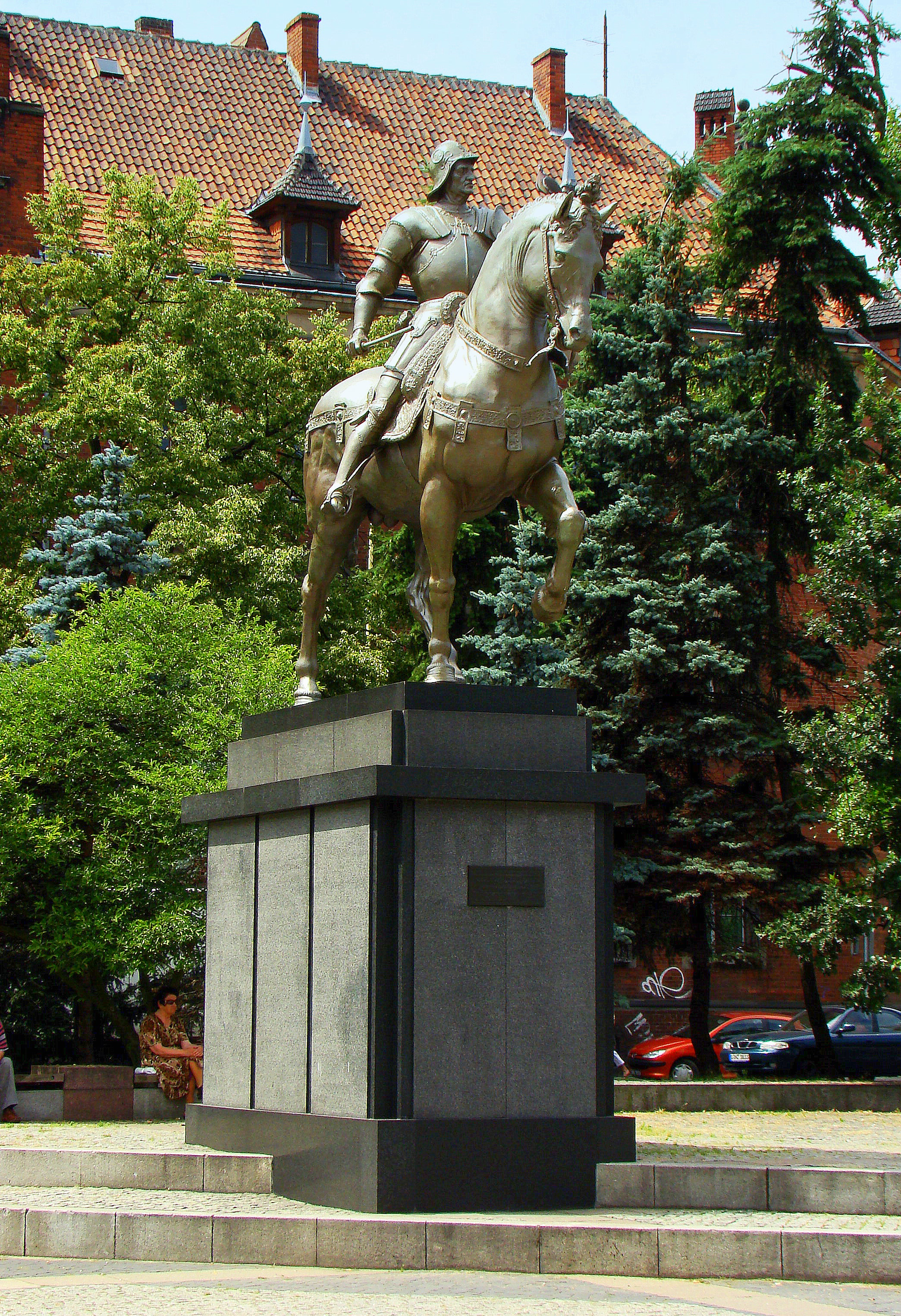
Pomnik Colleoniego na placu
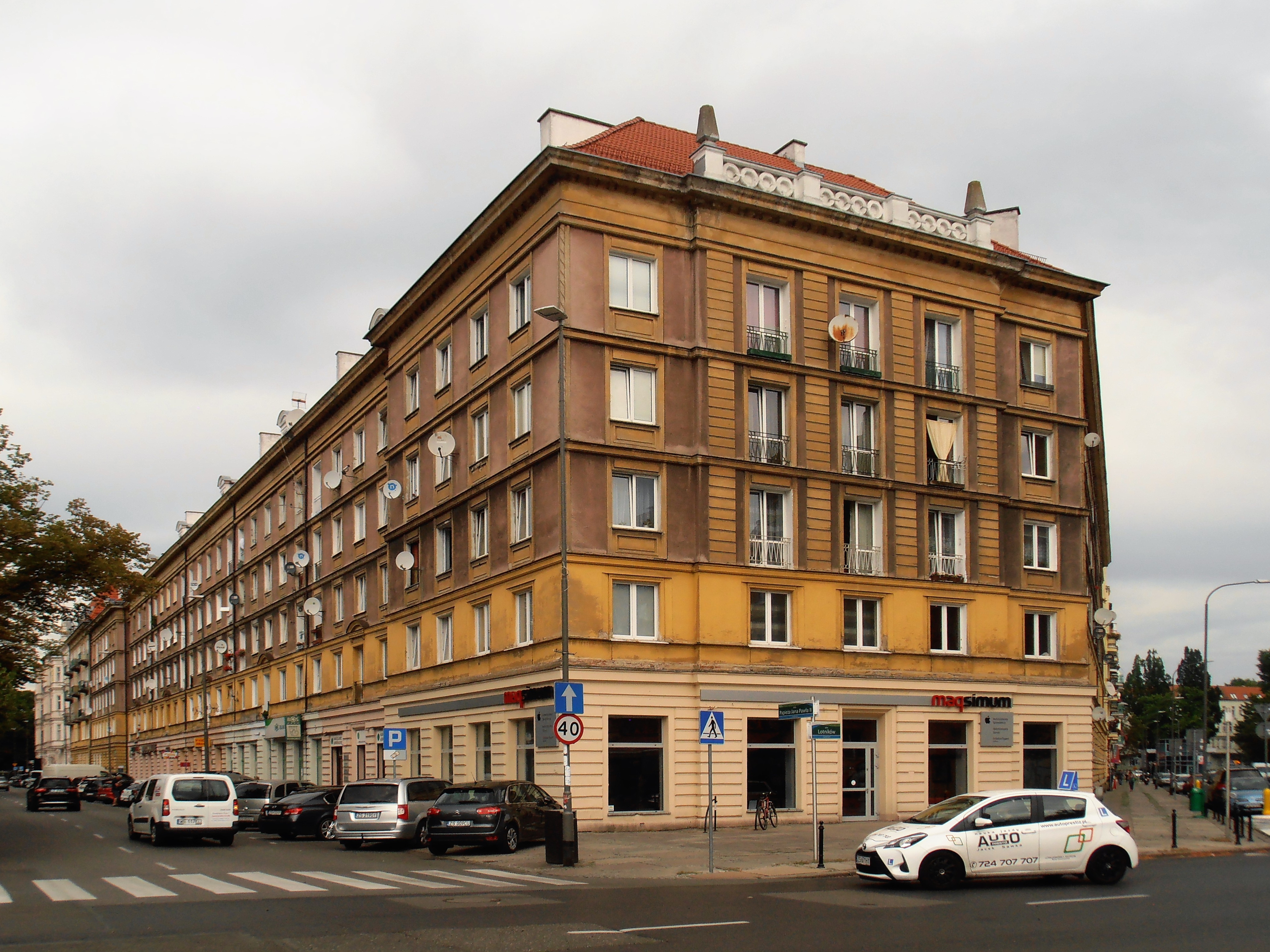
ŚDM[a] przy pl.Lotników